# Prêmio Sam Adams
O Prêmio Sam Adams é concedido anualmente pelo Sam Adams Associates for Integrity in Intelligence, um grupo de oficiais aposentados da CIA, para um profissional de serviços de inteligência que tenha assumido uma posição de integridade e ética. É uma homenagem a Samuel A. Adams, um denunciante da CIA durante a Guerra do Vietnã e que tem a forma física de um "castiçal iluminador de cantos". Muitos agraciados têm sido denunciantes.
O Prêmio 2012 foi apresentado em uma cerimônia no Oxford Union em janeiro de 2013.

## Agraciados
- 2002: Coleen Rowley, a ex-agente do FBI, execrou publicamente seu chefe, o diretor do FBI, Robert Mueller, por não agir de acordo com um memorando interno sobre a investigação de um suspeito de terrorismo de 11/9;[3]
- 2003: Katharine Gun, ex-tradutor britânico de inteligência (GCHQ) vazou informação ultra-secreta mostrando as atividades ilegais dos EUA durante o movimento a favor da guerra no Iraque;[4]
- 2004: Sibel Edmonds, ex-tradutor do FBI; demitido depois de acusar oficiais do FBI de ignorar a inteligência apontando para os ataques da Al-Qaeda contra os EUA;[5]
- 2005: Craig Murray, ex-embaixador britânico no Uzbequistão, afastado de seu cargo depois de acusar o governo Karimov de abusos de direitos humanos;[3]
- 2006: Samuel Provance, o ex-sargento da inteligência militar do Exército dos EUA; falou sobre os abusos no Prisão de Abu Ghraib; ousadamente falou sobre os abusos na Prisão de Abu Ghraib;[6]
- 2007: Andrew Wilkie, oficial de inteligência australiano aposentado; reivindicou que a inteligência estava sendo exagerada para justificar o auxílio australiano para a invasão dos EUA no Iraque;[5]
- 2008: Frank Grevil, denunciante dinamarquês vazou informações classificadas mostrando que não havia evidência clara de armas de destruição em massa no Iraque;[7]
- 2009: Larry Wilkerson, ex-chefe de gabinete do Estados Unidos, Secretário de Estado Colin Powell e crítico da Guerra do Iraque;[3]
- 2010: Julian Assange, editor-chefe e fundador do WikiLeaks;[8][9]
- 2011: Thomas Andrews Drake, ex-executivo sênior da NSA dos EUA; Jesselyn Radack, ex-conselheiro de ética do Departamento de Justiça dos EUA;[10]
- 2012: Thomas Fingar, ex-presidente do Conselho Nacional de Inteligência;[1]
- 2013: Edward Snowden, que vazou o material da NSA mostrando os programas de vigilância em massa da agência, provocando um debate acalorado e convocações do Congresso dos EUA para reger as atividades difundidas de espionagem tornadas legais pela Lei Patriótica;[11][12][13]